# Amalaka
Amalaka (sanskrt आमलक) je segmentiran ali zarezan kamniti disk, običajno z grebeni na robu, ki sedi na vrhu šikare ali glavnega stolpa hindujskega templja. Po eni od interpretacij amalaka predstavlja lotos in s tem simbolični sedež za božanstvo spodaj. Druga razlaga je, da simbolizira sonce in so torej vrata v nebeški svet.
Ime in po nekaterih virih oblika amalake izhaja iz sadeža Phyllanthus emblica (ali Mirobalanus embilica), indijske kosmulje ali mirobolan fige. Temu se v sanskrtu reče āmalaki, sadež pa ima rahlo segmentirano obliko, čeprav je ta veliko manj izrazita kot v arhitekturni obliki.
Sama amalaka je okronana s kalasamom ali zaključkom, s katerega pogosto visi tempeljska zastava.

## Zgodovina
Oblika se prvič pojavi (ali preživi) kot element v kapitelih stebrov v času Ašoke v 3. stoletju pr. n. št., se ponavlja v nekaterih kapitelih 1. stoletja n. št. V nekaterih od teh, na primer pri Veliki Čaitji v jamah Karla in na verandah jam 3, 10 in 17 v jamah Pandavleni, je amalaka 'zapakirana' s pravokotno okvirno kletko.
Najstarejša upodobitev amalake kot podlage za kalašo je vidna v podboju vrat v templju Dahšavatara v Deogarhu iz leta okoli 500 našega štetja. Zdi se, da so bile amalake običajne na vrhu šikare v obdobju Gupta, čeprav ni več izvirnikov. Ostali naj bi standard v večini Indije, v arhitekturnih slogih Nagara in Kalinga na zahodu oziroma vzhodu, ne pa tudi v dravidski arhitekturi južne Indije. Nekateri zgodnji templji na Dekanski planoti, kot je opečni tempelj Lakšamana iz 7. stoletja v Sirpurju, imajo amalake na vogalih neke ravni šikare (vendar ne, kot je ohranjeno, na vrhu na običajen način).

## Simbolizem
Tako kot drugi deli hindujske tempeljske arhitekture je tudi okoli amalake veliko simbolnih in mističnih interpretacij. Videti je kot prstan, ki drži in objema navidezni steber, ki se dviga od glavne kultne podobe božanstva pod njim v svetišču in sega do neba skozi vrh templja.
- Ločen kamen amalaka iz templja Durga, Aihole, 7. stoletje
- Škatlaste amalake v kapitelih zunaj jame 17, jame Pandavleni, 2.-3. stoletje
- Škatlaste amalake v kapitelih, jame Bedse
- Vogalne amalake v templju Lakšamana iz 7. stoletja iz opeke v Sirpurju
- Templji iz 7. do 12. stoletja v Džagešvarju, Utarakhand. V nekaterih od njih so amalake zaprte, da držijo streho.
- Zgodnja, zaobljena amalaka, s kvadratastimi amalakami na vogalih spodaj, 8. stoletje. Tempelj Galaganatha, Patadakal, Karnataka